# Hermann von Chappuis (Verwaltungsjurist)

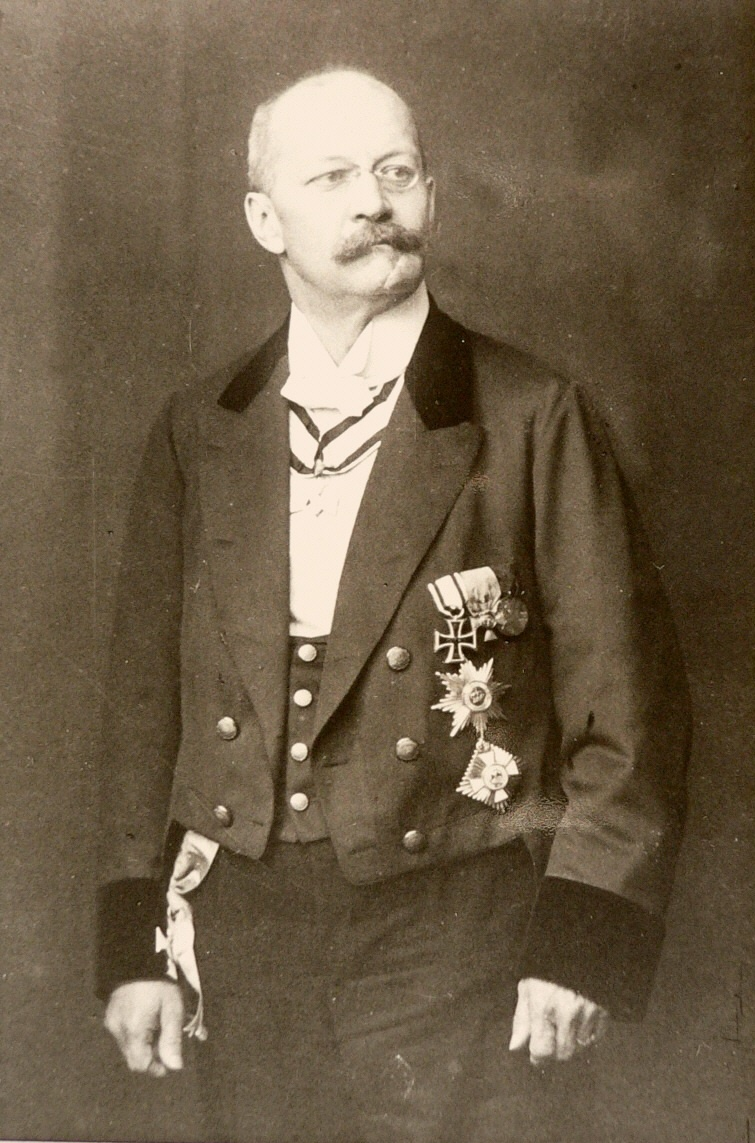
Hermann von Chappuis

Hermann Wilhelm von Chappuis (* 11. Mai 1855 in Landeshut,  Provinz Schlesien; † 18. Dezember 1925 in Berlin) war ein deutscher Verwaltungsjurist im Königreich Preußen.

## Herkunft
Die Chappuis (Adelsgeschlecht) kamen aus der Schweiz nach Preußen. Im Jahr 1794 wurde sein Urgroßvater, der Major François Louis von Chappuis (1751–1830), in den erblichen preußischen Adelsstand erhoben. Sein Großvater war dessen Sohn, der preußische Generalmajor Wilhelm von Chappuis (1793–1869). Seine Eltern waren der Justizrat Karl Friedrich von Chappuis (1822–1884) und dessen Ehefrau Bert(h)a, geborene Bail (1828–1905), Tochter eines Sanitätsrats. Er selbst heiratete auch bürgerlich, Luci Kiehn, das Paar hatte drei Kinder.

## Leben
Nach dem Abiturabschluss am Breslauer Maria-Magdalenen-Gymnasium immatrikulierte Chappuis sich an der Rheinischen Friedrich-Wilhelms-Universität Bonn für Rechtswissenschaft und wurde 1873 im Corps Palatia Bonn aktiv. Er wechselte an die Schlesische Friedrich-Wilhelms-Universität und schloss sich 1874 auch dem Corps Borussia Breslau an.
Am 1. Oktober 1876 trat er als Einjährig-Freiwilliger in das 1. Schlesische Dragoner-Regiment Nr. 4 der Preußischen Armee ein und stieg nach seiner Entlassung zur Reserve zum Rittmeister der  Landwehrkavallerie auf. Nach dem Referendarexamen wurde er am 13. Oktober 1876 als Appellationsgerichts-Referendar vereidigt. Seit dem 12. Juni 1882 Gerichtsassessor, wechselte er zur inneren Verwaltung. Vom Oberpräsidium der Provinz Schlesien kam er am 2. Mai 1883 als kommissarischer Landrat zum Kreis Schubin. Am 17. Dezember 1883 wurde er endgültig bestätigt. 1888 wurde er zum Landkreis Bersenbrück versetzt.
Nachdem er noch im Dreikaiserjahr Regierungsrat geworden war, kam er 1891 als Geheimer Regierungsrat und Vortragender Rat in das Preußische Ministerium der geistlichen, Unterrichts- und Medizinalangelegenheiten. Dort wurde er 1895 Geheimer Oberregierungsrat, 1903 Ministerialdirektor und 1911 Unterstaatssekretär. In dieser Stellung erhielt Chappuis während des Ersten Weltkriegs das Eiserne Kreuz am weißen Bande sowie den Stern zum Roten Adlerorden II. Klasse mit Eichenlaub und den Kronenorden I. Klasse. Am 1. Januar 1919 trat er in den Ruhestand.
Er war seit 1911 Ehrendoktor der Theologischen Fakultät der Universität Breslau. 1912 erhielt er den Titel Exzellenz in Verbindung mit Wirklicher Geheimer Rat.
Hermann von Chappuis starb 1925 im Alter von 70 Jahren in Berlin. Beigesetzt wurde er auf dem Kaiser-Wilhelm-Gedächtnis-Friedhof in Westend, wo später auch sein Sohn Friedrich-Wilhelm (1886–1942) seine letzte Ruhestätte finden sollte. Das Grab von Hermann von Chappuis ist nicht erhalten.